# Artă heraldică
Arta heraldică este partea heraldicii care se ocupă cu punerea în practică, cu realizarea, stemelor, conform științei heraldice. 
Evident apare mult mai devreme decât știința propriu-zisă. În Evul mediu apare în sec. al XI-lea în Germania, la concursurile ce s-au desfășurat la Göttingen în anul 934, unde se pare că s-au purtat, de către cavaleri, bucăți de stofă potrivite în maniera ulterioară de alcătuire a stemelor. Perioada cruciadelor si perioada de înflorire a turnirelor (sec. al XIII-lea - sec. al XV-lea) sunt apogeul dezvoltării acestei arte. Declinul se produce începând cu sec. XVI când aristocrația începe să piardă teren în favoarea monarhilor, statul centralizat să ia loc divizării feudale.